# Boisseuil
Boisseuil (tiếng Occitan: Boissuélh) là một xã của tỉnh Haute-Vienne, thuộc vùng Nouvelle-Aquitaine, miền trung nước Pháp.